# Nortonville (Kentucky)
Nortonville es una ciudad ubicada en el condado de Hopkins en el estado estadounidense de Kentucky. En el Censo de 2010 tenía una población de 1204 habitantes y una densidad poblacional de 415,8 personas por km².

## Geografía
Nortonville se encuentra ubicada en las coordenadas 37°11′11″N 87°27′21″O / 37.18639, -87.45583. Según la Oficina del Censo de los Estados Unidos, Nortonville tiene una superficie total de 2.9 km², de la cual 2.87 km² corresponden a tierra firme y (0.98%) 0.03 km² es agua.

## Demografía
Según el censo de 2010, había 1204 personas residiendo en Nortonville. La densidad de población era de 415,8 hab./km². De los 1204 habitantes, Nortonville estaba compuesto por el 96.26% blancos, el 1.99% eran afroamericanos, el 0.58% eran amerindios, el 0.33% eran asiáticos, el 0% eran isleños del Pacífico, el 0% eran de otras razas y el 0.83% pertenecían a dos o más razas. Del total de la población el 0.5% eran hispanos o latinos de cualquier raza.